# Julio Salinas
Julio Salinas Fernández (født 11. september 1962 i Bilbao, Spanien) er en pensioneret spansk-baskisk fodboldspiller, der spillede som angriber hos en række klubber, men mest nævneværdigt for Athletic Bilbao, Atlético Madrid samt FC Barcelona. Han var med til at vinde adskillige både spanske og europæiske titler. 
Salinas spillede i årene mellem 1986 og 1996 56 kampe for Spaniens landshold, hvori han scorede 22 mål. Han repræsenterede holdet ved VM i 1986, EM i 1988, VM i 1990, VM i 1994 samt EM i 1996.

## Titler
La Liga
- 1983 og 1984 med Athletic Bilbao
- 1991, 1992, 1993 og 1994 med FC Barcelona

Copa del Rey
- 1984 med Athletic Bilbao
- 1990 med FC Barcelona
- 1995 med Deportivo La Coruña

Supercopa de España
- 1991 og 1992 med FC Barcelona

Mesterholdenes Europa Cup
- 1992 med FC Barcelona

Pokalvindernes Europa Cup
- 1989 med FC Barcelona

UEFA Super Cup
- 1992 FC Barcelona